# Pletschbach (Nette)
Der Pletschbach ist ein rechter Zufluss der Nette im niederrheinischen Kreis Viersen.
Der Pletschbach hat seine Quelle in 50 m ü. NHN am Bielenweg im Stadtteil Schirick in der Stadt Viersen. Der Bach mit einer Länge von 7,9 Kilometern fließt in nordwestliche Richtung und dient neben der Ableitung des Quellwassers auch der Oberflächenentwässerung sowie zum Hochwasserschutz bei Eis- und Schneeschmelze. Er durchfließt die Ortsteile Schirick und Bistard auf Viersener Gebiet, unterquert die A 61 und biegt dann in Rennekoven parallel zum Kölsumer Weg nach Westen ab. Von Rennekoven aus geht der weitere Weg durch Dyck, bevor der Bach am Breyeller See in die Nette mündet. Die Mündungshöhe liegt bei 46 m ü. NHN.
Die Pflege und Unterhaltung des Gewässers obliegt dem Netteverband, der in Nettetal seinen Sitz hat.

## Mühlen
Der Pletschbach versorgte die Pletschmühle in Nettetal-Dyck etwa 250 Jahre mit Wasser.